# 蘭伯頓鎮區 (明尼蘇達州雷德伍德縣)
蘭伯頓鎮區（英語：Lamberton Township）是位於美國明尼蘇達州雷德伍德縣的一個行政鎮區。

## 地方資料
蘭伯頓鎮區的面積為91.35平方千米，當中陸地面積為91.14平方千米，而水域面積為0.21平方千米。根據2020年美國人口普查的數據，當地共有人口200人，而人口密度為每平方千米2.19人。